# Marianne Prenzel
Marianne Prenzel (* 31. Januar 1926 in Langenbielau, Schlesien, Deutsches Reich) ist eine ehemalige deutsche Schauspielerin bei Bühne, Film und Fernsehen, sowie eine gefragte Synchronsprecherin.

## Leben und Wirken
Die gebürtige Schlesierin erhielt kurz nach dem Krieg ihre Schauspielausbildung am Deutschen Theater in Berlin. Zu ihren Schauspiellehrerinnen gehörten Gerda Müller und Agnes Windeck. Schon vor ihrer Abschlussprüfung stand sie 1947 am Deutschen Theater neben Käthe Dorsch in Johann Wolfgang von Goethes Stella auf der Bühne. Von 1948 bis 1951 wirkte Marianne Prenzel am Hebbel-Theater, wo sie unter anderem in John Van Drutens So war Mama erneut mit Käthe Dorsch spielte. Prenzel wechselte 1951 ans Ensemble des von Boleslaw Barlogs geleiteten Schiller-Theaters. An dieser Bühne feierte die Künstlerin Erfolge mit der Inez in Frischs Don Juan, der Alice in Kaisers Kolportage, der Hymen in Shakespeares Wie es euch gefällt und der Walburga in Hauptmanns Die Ratten. 1957 ging Marianne Prenzel ans Deutsche Theater Göttingen, das zu dieser Zeit von Heinz Hilpert geführt wurde. In den 1960er Jahren trat Penzel wieder in Berlin am Hebbel-Theater auf, in späteren Jahren holte sie Kurt Meisel an das von ihm geleitete Bayerische Staatsschauspiel.
Ihr Leinwanddebüt 1948 in dem Gert-Fröbe-Filmerfolg Berliner Ballade blieb noch weitgehend unbeachtet, doch wurde Prenzel bereits im darauf folgenden Jahr die Hauptrolle in der tendenziösen DEFA-Komödie Saure Wochen – frohe Feste angeboten. Dieser Film hatte jedoch keinerlei Auswirkung auf ihre Karriere, zumal Marianne Prenzel fortan nur noch im Westen (West-Berliner und bundesdeutsche Bühnen und Filme) arbeitete. Nachdem ihre Auftritte zu Beginn der 1960er Jahre auf Chargenformat geschrumpft waren, konzentrierte sich Prenzel auf die Mitwirkung in Fernsehspielen. 1972 beendete sie ihre alles in allem wenig bemerkenswert verlaufende Arbeit vor der Kamera und konzentrierte sich auf die Bühnentätigkeit sowie auf ihr zweites berufliches Standbein seit den 1950er Jahren: der Synchronarbeit. Prenzel lieh zahlreichen Hollywoodstars ihre deutsche Stimme, darunter Corinne Calvet, Joanne Dru, Mitzi Gaynor, Debbie Reynolds und Barbara Rush.

## Filmografie
- 1948: Berliner Ballade
- 1949: Anonyme Briefe
- 1949: Mädchen hinter Gittern
- 1949: Die blauen Schwerter
- 1950: Saure Wochen – frohe Feste
- 1950: Eva im Frack
- 1958: Gestehen Sie, Dr. Corda!
- 1958: Nick Knattertons Abenteuer
- 1960: Himmel, Amor und Zwirn
- 1960: Der letzte Fußgänger
- 1962: Bubusch
- 1964: Elektra
- 1965: Landarzt Dr. Vandamme
- 1965: Mrs. Cheyney’s Ende
- 1966: Die Chefin
- 1966: Unser Pauker (TV-Serie, eine Folge)
- 1966: Förster Horn (TV-Serie, eine Folge)
- 1967: Keine Leiche ohne Lily
- 1969: Die Lokomotive
- 1971: Familie Bergmann (TV-Serie, eine Folge)
- 1972: Auf den Spuren der Anarchisten